# Albert Zeller

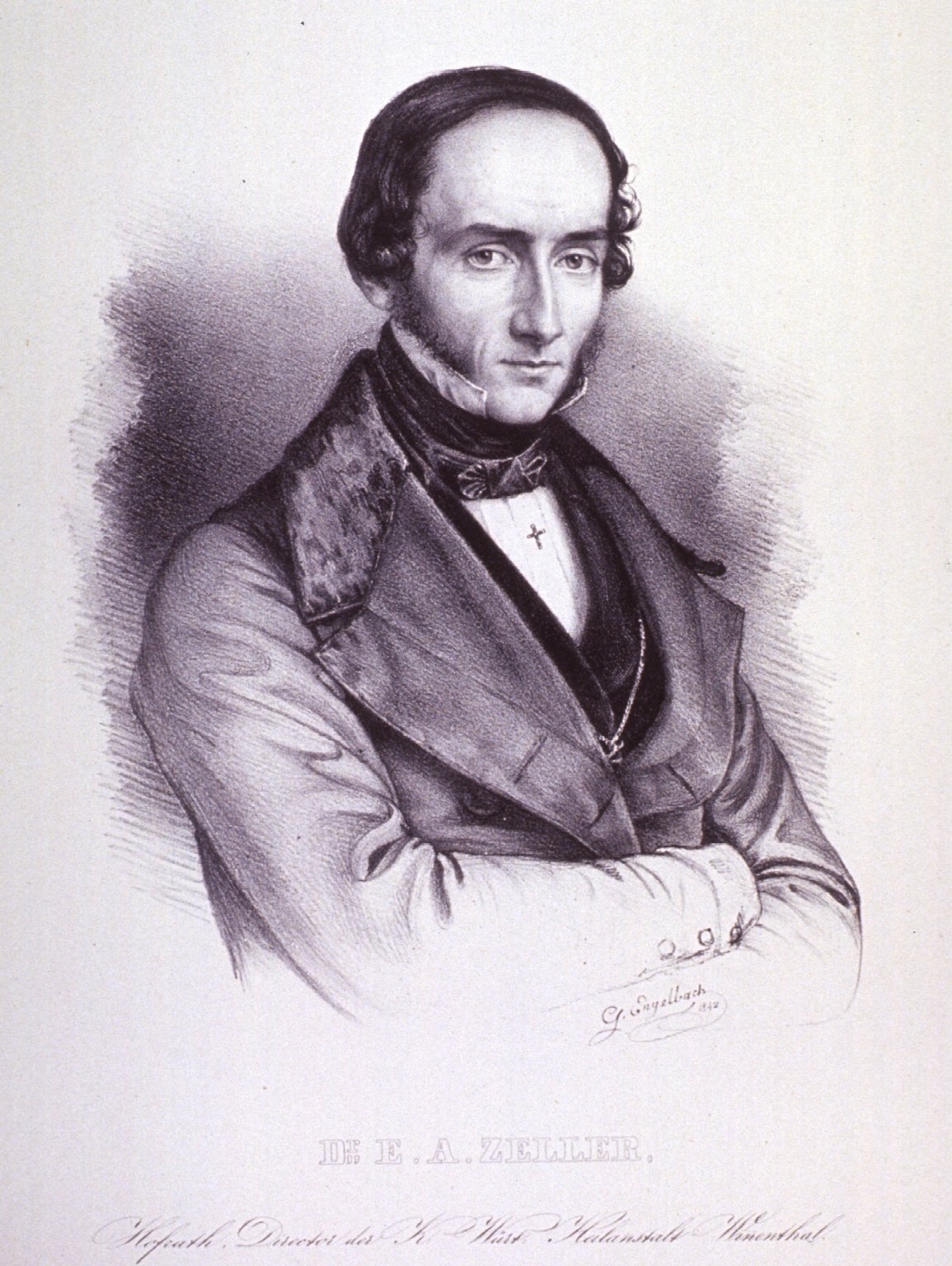
Ernst Albert von Zeller, Lithografie von Georg Engelbach

Ernst Albert Zeller (* 6. November 1804 in Heilbronn; † 23. Dezember 1877) war ein deutscher Arzt. Der Obermedizinalrat war erster Direktor der Heilanstalt Winnental. 1853 wurde er zum Ehrenbürger der Stadt Winnenden ernannt.

## Leben
Sein Vater Johann Friedrich Zeller war Jurist und Verwaltungsbeamter, seine Mutter Johanna Regina (1773–1844) war die fünfte von sieben Töchtern des Stuttgarter Arztes Jacob Eberhard Andreae (1737–1779). Albert Zeller hatte ein lebhaftes Interesse an Naturwissenschaften und wollte von klein auf Arzt werden, um den Menschen helfen zu können. Getragen aus einem tiefen Glauben an Gott hatte er doch von Jugend an eine gewisse Schwermut und eine weiche Gemütsart. Schon früh schrieb er Gedichte, um seine Gedanken und Eindrücke zu verarbeiten.
Nach der Reifeprüfung am Gymnasium in Stuttgart arbeitete er in der Apotheke eines Verwandten und begann danach sein Studium an der Universität Tübingen bei Gustav Schübler. Bereits mit 22 Jahren promovierte er und erhielt am 6. November 1826 seine Approbation als Arzt. Kurz darauf litt er monatelang an seelischer Verstimmung. Dieser erste Schwermutsanfall war eine wichtige Erfahrung für seine spätere Vorgehensweise mit seinen Patienten.
Den ersten wissenschaftlichen Kontakt mit psychiatrischen (zur damaligen Zeit als hysterisch bezeichneten) Patienten hatte er im Sommer 1827 bei einer Reise zur ältesten deutschen Irrenanstalt in Pirna, Schloss Sonnenstein. Anlässlich der Reise nach Pirna 1827 lernte Zeller in Berlin seine spätere Ehefrau Marie Reimer (1807–1847), die Tochter des Berliner Verlegers Georg Reimer, kennen. Im März 1829 wurden sie von Friedrich Schleiermacher getraut.
Im Jahre 1830 ließ sich Albert Zeller als praktischer Arzt in Stuttgart nieder. In der Wissenschaft der damaligen Zeit waren psychische Erkrankungen noch wenig erforscht und wurden oft mit Hysterie oder hypnotischer Suggestion erklärt. Als der Arzt und Dichter Justinus Kerner in Weinsberg Die Seherin von Prevorst veröffentlichte, verfasste Zeller eine Gegendarstellung. Dieses Buch erregte Aufsehen und er wurde als Verfasser bekannt. In der Folge davon spezialisierte sich Zeller 1831 auf psychische Erkrankungen.
Als die württembergische Regierung beschloss, im ehemaligen Deutschordensschloss Winnental eine zweite Irrenanstalt zu eröffnen, wurde der erst 27-jährige Zeller aus den zahlreichen Bewerbern ausgewählt. Auf seinen Reisen 1832 zu verschiedenen Anstalten in Deutschland, England, Schottland und Frankreich sammelte er praktische Erfahrungen. Am 3. August 1833 zog Zeller in Winnental ein. Durch sein Wirken baute er die Heilanstalt allmählich zur ersten und weithin berühmten Anstalt des Landes aus. Bis zu seinem Tod am 23. Dezember 1877 war er Leiter der Anstalt in Winnenden. Ernst von Zeller (1830–1902) wurde 1878 Nachfolger seines Vaters als Vorstand der Anstalt Winnental.

## Lieder des Leids

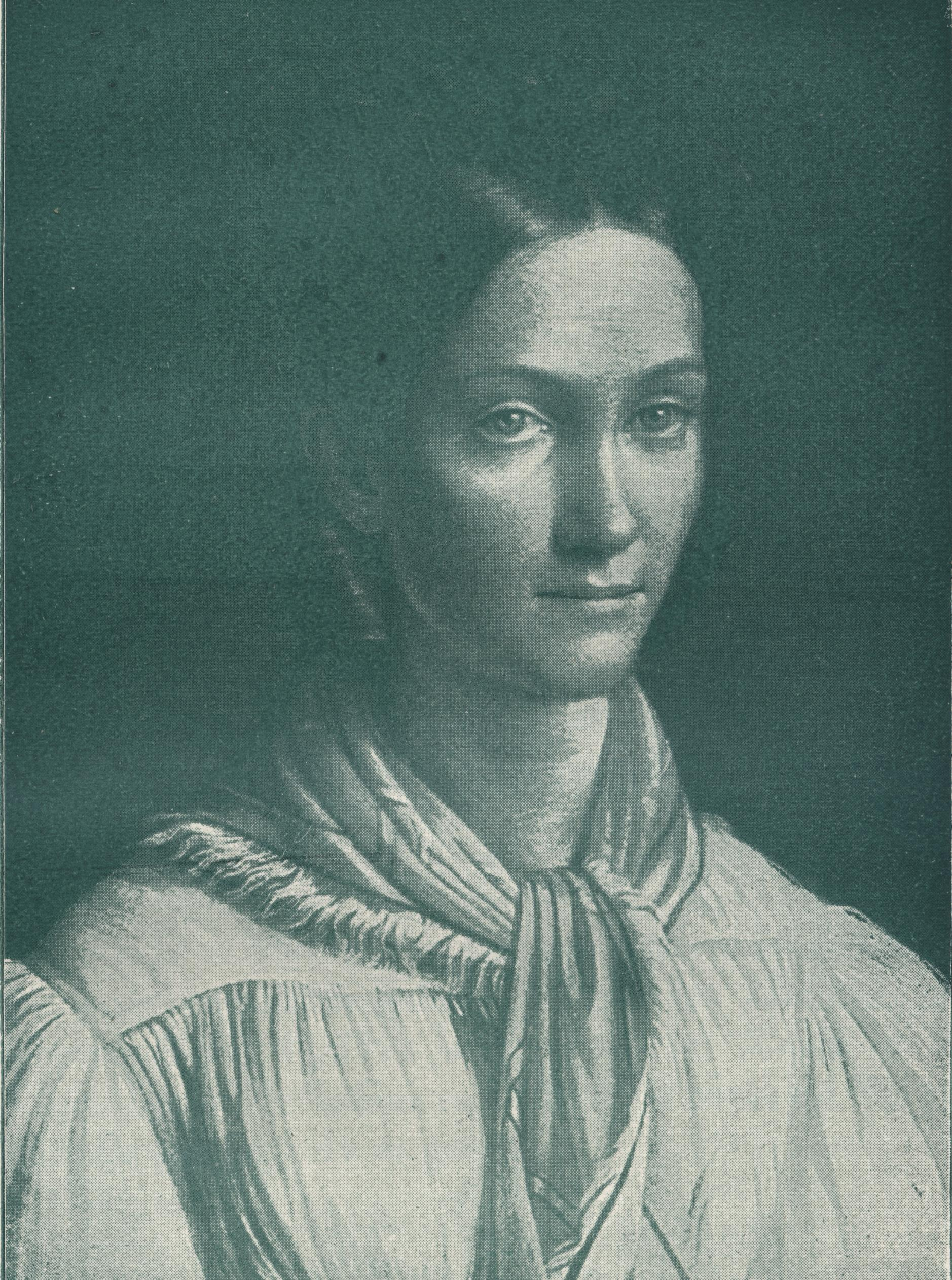
Marie Zeller, die Ehefrau Albert Zellers

Marie, Albert Zellers Frau, starb am 12. April 1847; sie hinterließ sieben Buben und ein Mädchen. Noch im gleichen Jahr brachte Schwiegervater Georg Andreas Reimer Albert Zellers erste Gedichte auf sie heraus, Verlust und Tod, ein Büchlein unter dem Titel Lieder des Leids, 24 Gedichte, 48 Seiten, Widmungsblatt Meinen Freunden, datiert Winnenthal, den 12. September 1847. Albert Zeller. Im Jahr darauf wurden von diesen 24 Gedichten 15 Gedichte unter dem Titel Lieder des Leids. Von †† in Albert Knapps Christoterpe auf das Jahr 1849 abgedruckt. Unter dem Titel Gedichte eines Ungenannten erschienen 1849 24 weitere Gedichte als Privatdruck, 30 Seiten, auf Kosten Albert Zellers hergestellt, für Verwandte, Freunde und nahe Bekannte. Dieselben Gedichte in derselben Reihenfolge erschienen unter demselben Titel, also anonym, in der Christoterpe auf das Jahr 1850. 1851 kam bei Reimer in Berlin die 1. Auflage unter Albert Zellers Namen und dem Titel Lieder des Leid's heraus (mit Apostroph nur die Auflagen bis incl. 1860). Danach 19 weitere Lieder, nun unter seinem Namen, in den Christoterpen auf das Jahr 1852 und 1853, und ab da ständig erweiterte und zunehmend prächtiger ausgestattete Auflagen bei Reimer. 1908 kam die 9. und letzte Auflage heraus, nicht mehr bei Reimer, sondern in Herborn, mit einem Vorwort von D. Knodt.
Lieder des Leids wurden vertont von Josephine Lang (1815–1880), Friedrich Martin Jehle (1844–1941), Johannes Jehle (1881–1935) und anderen. Viele der Gedichte wurden Lieder in evangelischen Gesangbüchern, am bekanntesten: Gib dich dahin, Klag deine Not und Hindurch, hindurch mit Freuden.
Zellers Lieder erschienen nicht nur in Württembergischen Gesangbüchern, sondern reichsweit in evangelischen Gesangbüchern, zudem in den siebenbürgischen Landesteilen Ungarns, in Großbritannien, in der Kirchenprovinz Posen-Westpreußen, ab etwa 1925 in der Kirchenprovinz Ostpreußen und der Grenzmark Posen-Westpreußen, in Danzig und der Unierten evangelischen Kirche in Polen, 1941 in Weimar mit entsprechenden nationalsozialistischen Textentstellungen im Gesangbuch der Deutschen Christen Großer Gott wir loben dich, bis in die 1980er Jahre im Mennonitischen Gesangbuch, im Gesangbuch Zions-Lieder der Siebenten-Tags-Adventisten, und 1958 in der DDR in Thüringen im Gesangbuch für Schmalkalden, außerdem im Gemeinschaftsliederbuch, und zwar in der „Ausgabe für die DDR“.

## Leistungen als Psychiater
Während seines Wirkens in Winnental von 1834 bis 1877 behandelte er etwa 3600 Patienten, u. a. Nikolaus Lenau, Ludwig Feuerbachs Schwester Helene, Hermann Lingg, Josephine Langs Sohn Felix und Alwine Wuthenow. Regelmäßig gab er in seinen Berichten über die Wirksamkeit der Heilanstalt Winnental Rechenschaft über sein Tun und entwickelte darin seine wissenschaftlichen Anschauungen. Ein typischer Satz von ihm: „Der Wahn der meisten Verrückten ist ein glücklicher und nur der Widerspruch mit der Wirklichkeit erzeugt zuweilen Unmuth und Traurigkeit; viel seltener ist er an und für sich peinlicher Art für den Kranken, in der Regel ist er sein höchstes Kleinod und seine Glückseligkeit.“
Zur deutschen Übersetzung des Buches seines berühmten belgischen Kollegen Joseph Guislain, Abhandlung über die Phrenopathien oder neues System der Seelenstörungen (Stuttgart und Leipzig 1838), schrieb er das Vorwort (30 Seiten) sowie umfangreiche Kommentare zu den einzelnen Kapiteln. Dieses Werk ist von besonderer Bedeutung, da Zeller seine Ansichten und Lehren nicht in einem eigenen, umfassenden Werk niedergelegt hat. Er holte als Kollegen aber den Psychiater Wilhelm Griesinger nach Winnenthal; von Griesinger stammt das wegweisende Lehrbuch Zur Pathologie und Therapie der psychischen Krankheiten.

## Werke
- Untersuchungen über die Einwirkung verschiedener Stoffe des organischen und unorganischen Reichs auf das Leben der Pflanzen. Eine Inaugural-Dissertation, welche zur Erlangung der Doctorwürde in der Medicin unter dem Präsidium von G. Schübler Dr. der Medicin und ordentl. Prof. der Naturgeschichte im December 1826 der öffentlichen Prüfung vorgelegt Ernst Albert Zeller aus Heilbronn. Tübingen, gedruckt mit Schönhardt'schen Schriften. [58 S.]
- Das verschleierte Bild zu Sais, oder die Wunder des Magnetismus. Eine Beleuchtung der Kerner’schen Seherin von Prevorst, und ihrer Eröffnungen über das innere Leben des Menschen und über das Hereintragen einer Geisterwelt in die unsere. Weidmann’sche Buchhandlung, Leipzig 1830 (Digitalisat in der Google-Buchsuche)
- Berichte über die Wirksamkeit der Heilanstalt Winnenthal vom 1. März 1834 bis 28. Februar 1837. Beilage zum Medizinischen Korrespondenzblatt des Württembergischen Ärztlichen Vereins, Band VII, Nr. 30, S. 321ff.; dass. von 1. März 1837 bis 29. Februar 1840, Bd. X, Nr. 17, S. 129ff.; Nr. 18, S. 127ff.; Nr. 19, S. 145ff.; dass. von 1. März 1840 bis 28. Februar 1843, Bd. XIII, Nr. 38, S. 297ff.; Nr. 39, S. 305ff.; dass. von 1. März 1843 bis 28. Februar 1846, Nr. XVIII, Nr. 2, S. 9ff.; dass. von 1. März 1846 bis 28. Februar 1854, Bd. XXIV, Nr. 38, S. 297ff.
- Trostbrief an eine Wittwe. Von A. Vinet. Übersetzt von Albert von Zeller. Basel: Verlag christlicher Schriften 1836. [12 S.]
- Ueber einige Hauptpunkte in der Erforschung und Heilung der Seelenstörungen. In: Zeitschrift für die Beurtheilung und Heilung krankhafter Seelenzustände. In Verbindung mit den Irrenanstalt-Directoren Carl Friedrich Flemming, Peter Willers Jessen und Ernst August Zeller herausgegeben von Maximilian Jacobi und Friedrich Nasse. Erster Band. Berlin, 1838. Verlag von G. Reimer, S. 515–569; mehr als dieser erste Band, 3 Hefte in einem Band, ist nicht erschienen.
- Vorwort und Zusätze in Joseph Guislain: Abhandlung über die Phrenopathien oder neues System der Seelenstörungen gegründet auf praktische und statistische Beobachtungen und Untersuchung der Ursachen, der Natur, der Symptome, der Prognose, der Diagnose und der Behandlung dieser Krankheiten. Aus dem Französischen von Dr. Wunderlich. Mit einem Vorwort und Zusätzen von Dr. Zeller. Rieger, Stuttgart und Leipzig 1838 (Digitalisat in der Google-Buchsuche).
- Irrenanstalten und Irrenhäuser. In: J. S. Ersch und J. G. Gruber (Hrsg.): Allgemeine Encyklopädie der Wissenschaften und Künste, zweite Serie, 24. Teil. 1845.
- Lieder des Leids [1847 gedruckt von Reimer, Berlin], 48 Seiten.
- Anonym [i. e. Albert Zeller]: Gedichte eines Ungenannten. [Winnenden: Selbstverlag 1849], 24 nummerierte Gedichte, das Expl. mit Zellers handschriftlicher Widmung an seine beiden Geschwister Gustav und Friederike befindet sich in der Bibliothek der Musikhistorischen Sammlung Jehle.
- Lieder des Leid’s. G. Reimer, Berlin 1851.
- Lieder des Leid’s. Zweite Auflage. Georg Reimer, Berlin 1852.
- Lieder des Leid’s. Dritte Auflage. Georg Reimer, Berlin 1855 (gegenüber der zweiten Auflage enthält die dritte Auflage ein weiteres nicht nummeriertes Gedicht).
- Lieder des Leids. Fünfte stark vermehrte Auflage. Georg Reimer, Berlin 1865.
- Lieder des Leids. Sechste Auflage. Georg Reimer, Berlin 1873.
- Lieder des Leids. Siebente, aus dem Nachlaß vermehrte Auflage. Mit Zeller’s Bildniß. Georg Reimer, Berlin 1882.
- Lieder des Leids. Achte, aus dem Nachlaß vermehrte Auflage. Mit Zellers Bildniß. Vorwort von Hermann Reimer. Georg Reimer, Berlin 1899.
- Trost und Rat von Albert Zeller, Verfasser der Lieder des Leids, aus dem Nachlaß gesammelt. R. Reich, Basel 1901.
- Trost und Rat von Albert Zeller, Verfasser der „Lieder des Leids“. Aus dem Nachlaß gesammelt. Helbing & Lichtenhahn, Basel 1908.
- Lieder des Leids von Albert Zeller. Herausgegeben mit einem Vorwort von Emil Knodt. Buchhandlung des Nassauischen Colportagevereins, Herborn 1908.
- Gerhart Zeller (Hrsg.): Albert Zellers medizinisches Tagebuch der psychiatrischen Reise durch Deutschland, England, Frankreich und nach Prag von 1832 bis 1833. Zwiefalten: Psychiatrie und Geschichte der Münsterklinik 2007, Band 1: Reisetagebuch; Band 2: Erläuterungen.
- Lieder des Leids. Charleston/South Carolina: Nabu Press 2011. Book on Demand, seit 1. Oktober 2011 angeboten, Reprint, Vorlage in den Annoncen nicht genannt
- Das verschleierte Bild zu Sais oder die Wunder des Magnetismus. Delhi: ReInk / SN Books World 1915. Reprint der Ausgabe 1830, Book on Demand, erhältlich in den Varianten Softcover, Hardcover und Paperback.
- Lieder des Leid’s. Delhi: ReInk / SN Books World 2015. Reprint der Ausgabe 1855, Book on Demand, Paperback.
- Lieder des Leids. Delhi: ReInk / SN Books World 2015. Reprint der Ausgabe 1865, Book on Demand, Paperback.
- Lieder des Leids. Delhi: ReInk / SN Books World 2015. Reprint der Ausgabe 1899, Book on Demand, Paperback, Softcover, seit 2016 auch Hardcover.

## Vertonungen
- Lieder des Leid’s gedichtet von Albert Zeller / für eine Singstimme mit Begleitung des Pianoforte componirt und Herrn Obermedizinalrath Dr. Albert von Zeller hochachtungsvoll zugeeignet von Josephine Lang. Op. 29. Eigenthum des Verlegers. Bom bei N. Simrock (1862), enthält Leb’ wohl, leb’ wohl du schöne Welt (Nr. 1), Der Pfad den Du so oft gezogen (Nr. 2) und Gib dich dahin in Gottes Sinn (Nr. 3); Nr. 1 ist zu hören unter http://websrvr90va.audiovideoweb.com/va90web25003/companions/Josephine_Lang/24_Leb_Wohl_Leb_Wohl_Du_Schone_Welt.aiff, Sopran: Sharon Krebs, Piano: Harald Krebs (Nummer 24 von 30 Beispielliedern zum Buch von Sharon und Harald Krebs: Josephine Lang. Her Life and Songs (2007, genaue Angaben unter „Literatur“); dass. Lied bereits auf Josephine Lang: Selected Songs New York: Da capo 1982 (Women Composers 11).
- Nur keinen Abschied (1878). In Josephine Lang: Fünf Gesänge, op. 43. Ihrer Majestät der Königin Olga von Württemberg in tiefster Ehrfurcht gewidmet. Stuttgart: Eduard Ebner 1879, Nr. 5; der Text ist auch nachzulesen unter lieder.net.
- Klag' deine Not dem lieben Gott. [Dreistimmiger Frauenchorsatz von] Schwester Th. Erhart. In: Zwei- und dreistimmige geistliche Lieder und Choräle zum Gebrauch der Schwestern des Stuttgarter Diakonissenhauses, der Jungfrauen- und ähnlicher Vereine. Gesammelt und herausgegeben von J.[ohann] Fr.[iedrich] Nagel unter Mitwirkung von K.[arl] Fr.[iedrich] Breuninger und H.[einrich] Lang. Neu bearbeitet von Friedrich Hinderer. Vierte, vermehrte Auflage. Stuttgart. Im Selbstverlag des Stuttgarter Diakonissenhauses. 1912, S. 178f. (Nr. 123); frühere Auflagen noch nicht geprüft.
- Wie zieht ein Wanderer leicht dahin (1863), Klag' deine Noth dem lieben Gott (1866), Gebrochen ist der Sturm (1867) und Meine Herde will ich weiden (Datum unbekannt) – unveröffentlichte Vertonungen von Josephine Lang, die Handschriften befinden sich in der Württembergischen Landesbibliothek Stuttgart.
- Liebe hört nimmer auf von Marie Otto (vermutlich ungedruckt, Abschrift erhalten in der Musikhistorischen Sammlung Jehle im Stauffenberg-Schloss in Albstadt-Lautlingen).
- Hindurch, hindurch mit Freuden. Vierstimmiger Satz von Heinrich Lang, Stuttgart 1905. In Evangelischer Psalter für Haus und Gemeinschaft. [Notenausgabe.] Dritte Auflage. Elberfeld. Buchhandlung der Evangelischen Gesellschaft für Deutschland 1930, Nr. 587, S. 465.
- Hindurch, hindurch mit Freuden. (Melodie von Hermann Stephani 1905.) In: Großer Gott wir loben dich. Der neue Dom. Verlag für deutschchristliches Schrifttum, Schneider & Co., Weimar 1941, Nr. 84 (S. 125f.); in diesem Gesangbuch der sogenannten Deutschen Christen wurde die letzte Zeile der 3. Strophe verändert, die Strophen 4 bis 6 wurden ausgelassen, die ansonsten unveränderte 7. und letzte Strophe ist hier die 4. und letzte Strophe.
- Mit Freuden hindurch! (Melodie von Friedrich Jehle) In: Unser Lied. Deutscher Bund der Mädchen-Bibel-Kreise. Leipzig: Verlag der Mädchen-Bibel-Kreise 1925, S. 377 (Nr. 345).
- Mit Freuden hindurch! Für 3stimmigen Frauenchor. (Melodie von Friedrich Jehle, Chorsatz von Johannes Jehle.) Ebingen: Johannes Jehle (1918), Einzelblatt, als Handschrift gedruckt; dass. Für gemischten Chor. (Chorsatz von Johannes Jehle.) Ebingen: Johannes Jehle o. J., Einzelblatt, nicht als Handschrift gedruckt, sondern gesetzt; dass. in: Gott ist mein Psalm. Drei- und vierstimmige Lieder für Jungfrauenvereine, Frauen- und Schülerchöre, Heft 1. Ebingen: Johannes Jehle 1921, S. 19f. (Nr. 17), unverändert in der gebundenen Ausgabe aller 5 Hefte Gott ist mein Psalm (1928), Nummerierung der Lieder wie in den Einzelheften.
- Hindurch, hindurch mit Freuden. (Melodie von Ludwig Scholinus 1914.) In: Gemeinschaftsliederbuch. Ausgabe B. Begleitbuch mit allen Texten. Herausgegeben vom Evangelisch-Kirchlichen Gnadauer Gemeinschaftswerk. 10. Auflage für die DDR. Evangelische Verlagsanstalt Berlin 1990, Nr. 473 (S. 408).
- Hindurch, hindurch mit Freuden. Für gemischten Chor von Martin Buschmann. In: Sonderbeilage zum Sängergruß (Christlicher Sängerbund) 1940, S. 4 (Nr. 627).
- Dein Wille, Herr. Für gemischten Chor von Gerhard Schmeling. In: Sonderbeilage zum Sängergruß (Christlicher Sängerbund) 1941, S. 2 (Nr. 646).